# Schaueria sulphurea
Schaueria sulphurea är en akantusväxtart som beskrevs av Christian Gottfried Daniel Nees von Esenbeck. Schaueria sulphurea ingår i släktet Schaueria och familjen akantusväxter. Inga underarter finns listade i Catalogue of Life.